# Keep the Home Fires Burning
Keep the Home Fires Burning, es una canción patriótica británica de la Primera Guerra Mundial. La canción fue compuesta en 1914 por Ivor Novello con letra de Lena Gilbert Ford.
Fue publicada por primera vez  como Till the Boys Come Home (Hasta que los chicos vuelvan a casa) el 8 de octubre de 1914 por Ascherberg, Hopwood, and Crew Ltd. en Londres. Una nueva edición fue impresa en 1915 con el nombre de Keep the Home-Fires Burning. La canción se hizo muy popular en el Reino Unido durante la guerra, junto a It's a Long Way to Tipperary.
James F. Harrison grabó Keep the Home-Fires Burning en 1915, al igual que Stanley Kirkby en 1916. Otra popular grabación fue cantada por el tenor John McCormack en 1917, que también fue el primer autor en grabar It's a Long Way to Tipperary en 1914.